# Ralcorp
Ralcorp Holdings ist ein US-amerikanischer Hersteller verschiedener Lebensmittel, darunter Frühstückszerealien, Kekse, Cracker, Schokolade, Snacks, Mayonnaise, Nudeln und Erdnussbutter. Das Unternehmen hat seinen Sitz in St. Louis, Missouri. Die Mehrzahl der Artikel, die Ralcorp herstellt, sind Handelsmarkenprodukte. Es hat über 9000 Mitarbeiter. Ralcorp hat seinen Hauptsitz im Bank of America Plaza in der Innenstadt von St. Louis.

## Geschichte

### Kauf durch ConAgra
2011 erhielt Ralcorp ein Angebot für das Unternehmen von ConAgra Foods. Ralcorp widerstand dem Versuch. Ralcorp gab außerdem bekannt, dass es seine Post Foods-Sparte ausgliedern werde. Die Abspaltung wurde 2012 abgeschlossen. Am 27. November 2012 gaben Beamte von ConAgra bekannt, dass sie Ralcorp für etwa 4,95 Milliarden US-Dollar kaufen würden, vorbehaltlich der Zustimmung der Ralcorp-Aktionäre. Aktionäre von Ralcorp Holdings Inc. würden 90 $ pro Aktie erhalten. Die Übernahme wurde im Januar 2013 abgeschlossen. Die getätigte Übernahme machte ConAgra zum größten Handelsmarkenunternehmen für verpackte Lebensmittel in den Vereinigten Staaten.

### Kauf durch TreeHouse Foods
Gerüchte um einen Deal kamen im Oktober 2015 zustande. Am 1. Februar 2016 gab TreeHouse Foods bekannt, dass es die Übernahme der Eigenmarkengeschäfte von ConAgra Foods abgeschlossen hat.  Dies war ein enormer Verlust gegenüber den 5,1 Milliarden US-Dollar, die ConAgra zwei Jahre zuvor für Ralcorp gezahlt hatte.

### Kauf durch Post Holdings
Am 1. Juni 2021 gab Post Holdings bekannt, dass sie das verzehrfertige Cerealiengeschäft („RTE“) von TreeHouse Foods übernommen hat.